# فریدا هانسدوتر
فریدا هانسدوتر (انگلیسی: Frida Hansdotter؛ زادهٔ ۱۳ دسامبر ۱۹۸۵) اسکی‌باز آلپاین اهل سوئد است.